# Hệ thống phòng thủ tên lửa tầm cao giai đoạn cuối

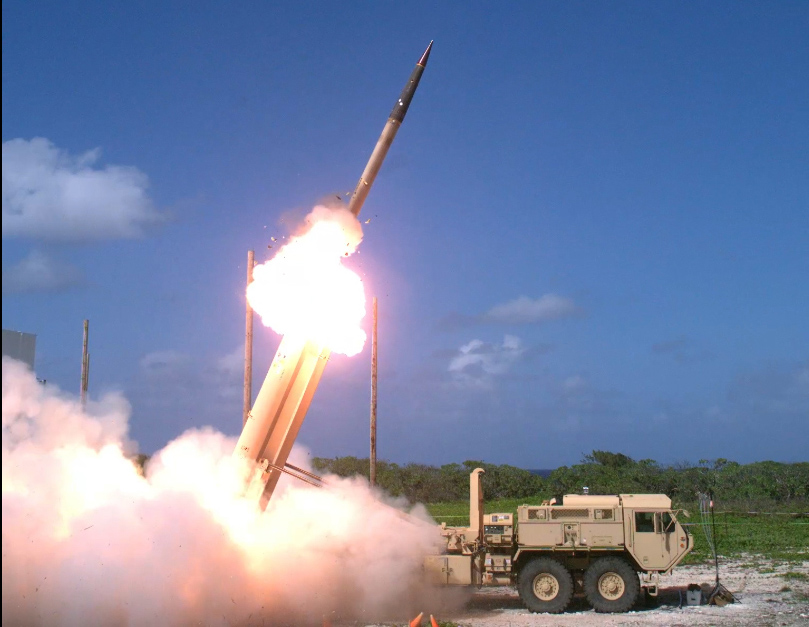
THAAD đang khai hỏa

Hệ thống phòng thủ tầm cao giai đoạn cuối (tiếng Anh: Terminal High Altitude Area Defense, viết tắt là THAAD, trước kia gọi là Theater High Altitude Area Defense, tức Hệ thống Phòng thủ tầm cao cấp chiến dịch) là một hệ thống tên lửa chống tên lửa đạn đạo của Bộ Quốc phòng Hoa Kỳ được thiết kế để bắn hạ các tên lửa đạn đạo tầm ngắn,tầm trung ở pha giữa và pha cuối của chúng bằng cách Tiếp Cận và Tiêu Diệt. THAAD được phát triển từ thất bại của các tên lửa Patriot PAC-2 trong việc chống lại các cuộc tấn công tên lửa Scud của Iraq trong Chiến tranh vùng Vịnh vào năm 1991. Tên lửa này không mang đầu đạn hạt nhân, nhưng dựa vào động năng của phương tiện tiêu diệt (kill vehicle) để phá hủy tên lửa.  THAAD được thiết kế để tấn công tên lửa Scud và các loại vũ khí tương tự.
Ban đầu là một chương trình của Lục quân Hoa Kỳ, THAAD đã nhận được sự bảo trợ của Cục Phòng thủ tên lửa . Hải quân Hoa Kỳ cũng có một chương trình tương tự, hệ thống phòng thủ tên lửa đạn đạo Aegis trên biển, hiện cũng có một phiên bản triển khai trên mặt đất ("Aegis Ashore"). THAAD ban đầu được dự kiến triển khai vào năm 2012, nhưng hoạt động triển khai nó đã diễn ra kể từ tháng 5 năm 2008. THAAD đã được triển khai ở Các tiểu vương quốc Arab Thống nhất, Thổ Nhĩ Kỳ và Hàn Quốc.
Ngày 17 tháng 1 năm 2022, THAAD lần đầu tiên tham chiến khi đánh chặn thành công một tên lửa đạn đạo tầm ngắn bay về phía không phận UAE.

### DEM-VAL Test Program
- THAAD First Successful Intercept, ngày 10 tháng 6 năm 1999
- THAAD Second Successful Intercept, ngày 2 tháng 8 năm 1999

### EMD Test Program
- Successful THAAD Interceptor Launch Achieved, ngày 22 tháng 11 năm 2005 Lưu trữ ngày 3 tháng 9 năm 2006 tại Wayback Machine
- Successful THAAD Integrated System Flight Test, ngày 11 tháng 5 năm 2006 Lưu trữ ngày 18 tháng 6 năm 2006 tại Wayback Machine
- Successful THAAD Intercept Flight, ngày 12 tháng 7 năm 2006 Lưu trữ ngày 20 tháng 7 năm 2006 tại Wayback Machine
- THAAD Equipment Arrives in Hawaii, ngày 18 tháng 10 năm 2006 Lưu trữ ngày 28 tháng 9 năm 2007 tại Wayback Machine
- Successful THAAD "High Endo-Atmospheric" Intercept Test, ngày 27 tháng 1 năm 2007 Lưu trữ ngày 30 tháng 9 năm 2007 tại Wayback Machine
- Successful THAAD Radar Target Tracking Test, ngày 8 tháng 3 năm 2007 Lưu trữ ngày 28 tháng 9 năm 2007 tại Wayback Machine
- Successful THAAD "Mid Endo-Atmopsheric" Intercept, ngày 6 tháng 4 năm 2007 Lưu trữ ngày 27 tháng 2 năm 2009 tại Wayback Machine
- THAAD Radar Supports Successful Aegis BMD Intercept, ngày 22 tháng 6 năm 2007 Lưu trữ ngày 11 tháng 7 năm 2007 tại Wayback Machine
- Successful THAAD Interceptor Low-Altitude "Fly-Out" Test, ngày 27 tháng 6 năm 2007 Lưu trữ ngày 27 tháng 2 năm 2009 tại Wayback Machine